# Armand François M. Le Bourgeois
Armand François M. Le Bourgeois CIM (* 11. Februar 1911 in Annecy; † 2. Februar 2005 in Paris) war Bischof von Autun.

## Leben
Armand François M. Le Bourgeois trat der Ordensgemeinschaft der Kongregation von Jesus und Maria bei und empfing am 17. März 1934 die Priesterweihe. 
Paul VI. ernannte ihn am 22. März 1966 zum Bischof von Autun. Der Erzbischof von Bordeaux, Paul-Marie-André Kardinal Richaud, weihte ihn am 5. Juni desselben Jahres zum Bischof; Mitkonsekratoren waren Napoléon-Alexandre Labrie CIM, Altbischof vom Sankt-Lorenz-Golf, und Lucien-Sidroine Lebrun, emeritierter Bischof von Autun.
Am 31. Juli 1987 nahm Papst Johannes Paul II. seinen altersbedingten Rücktritt an.